# Іванченко Любов Григорівна
Любов Григорівна Іванченко — українська художниця, майстриня петриківського розпису.